# Ábdel Aziz ar-Rantisi
Ábdel Aziz ar-Rantisi (23 de octubre de 1947 - 17 de abril de 2004) fue el cofundador, junto con el jeque Ahmed Yasín, de la organización palestina Hamás. Doctor y padre de seis hijos, fue abatido por el ejército de Israel en un ataque con misiles en el que murieron también sus escoltas, a la vez que decenas de civiles resultaban heridos.
Fue el líder político y portavoz de Hamás en la Franja de Gaza tras la muerte de Ahmed Yasín, líder espiritual de la organización, en marzo de 2004. Como la mayoría de los miembros de Hamás, Rantisi se oponía a toda sumisión a Israel y exhortaba a liberar toda Palestina mediante la yihad contra el Estado judío. 
Según la Independent Media Review Analysis (IMRA), Rantisi era uno de los líderes de Hamás más empeñados en negar el Holocausto, asegurando que nunca ocurrió de la manera descrita por los historiadores occidentales, y que los sionistas durante un tiempo apoyaron y financiaron las actividades nazis.
Fue considerado un terrorista por los Estados Unidos, la Unión Europea e Israel por abogar por los atentados suicidas efectuados por civiles. Según el diario Chicago Tribune, llegó a declarar "Mataremos judíos en todas partes. No habrá seguridad para ningún judío, haya venido de Estados Unidos, Rusia o cualquier lugar".

## Biografía
Rantisi nació en Yubna, cerca de Jaffa, pero en 1948 —cuando tenía un año de edad— su familia se reubicó en el campo de refugiados de Jan Yunis, en la Franja de Gaza. Estudió pediatría y genética en Egipto durante nueve años, siendo el mejor de su clase, y luego fue médico titulado, aunque nunca llegó a ejercer su profesión. Durante su estancia en Egipto se convirtió en miembro convencido de los Hermanos Musulmanes, organización de la que nació Hamás. En 1976 regresó a Gaza para enseñar parasitología y genética en la Universidad Islámica.
En 1987, cuatro residentes del campo de refugiados de Yabaliya, en Gaza, resultaron muertos en un accidente vial [cita requerida]. Ar-Rantisi afirmó haberse reunido con el jeque Áhmad Yasín, así como con 'Ábdel Fattah Dujan, Muhammad Shama', el Dr. Ibrahim al-Yazur, Isa an-Nayyar y Saláh Shahada, y giró instrucciones para que la gente saliera de las mezquitas coreando Allahu ákbar ("Dios es grande")[cita requerida]. Esto sería el inicio de la primera intifada, según Rantisi, bajo cuya dirigencia se integró, ese mismo año, lo que habría de llamarse Hamás. La OLP, grupo rival, se le sumó posteriormente y se creó una cúpula única[cita requerida]. 
En diciembre de 1992, fue expulsado al sur del Líbano, como parte de la expulsión de 416 agentes de Hamás y Yihad Islámica palestina, y se alzó como portavoz general de los expulsados. A su retorno en 1993, fue arrestado, para luego ser puesto en libertad. Fue detenido varias veces y durante más tiempo por la Autoridad Palestina por criticar a la AP y Yásir Arafat, siendo la última ocasión a mediados de 1999 [cita requerida]. Cuando Rantisi volvió a su posición pública como "brazo derecho" de Yasín, se mantuvo como uno de los principales opositores a todo cese al fuego y alto a los atentados terroristas contra Israel. Durante pláticas entre la dirigencia de Hamás tanto en Gaza como en el extranjero y en el contacto constante de la organización con la AP sobre la actividad terrorista, Rantisi, junto con Ibrahim Macadma, controló el tono de la cúpula de Hamás[cita requerida].
Luego del retorno triunfal del jeque Yasín a la franja de Gaza en octubre de 1997, trabajó estrechamente con el viejo jeque para restituir el mando jerárquico y reforzar la uniformidad de cuadros dentro de un Hamás reorganizado. Tras la eliminación de Salah Shehade e Ibrahim Macadma, se convirtió en la cabeza política y también en dirigente espiritual aclamado de Hamás, manteniéndose como portavoz principal de la organización. En estas funciones múltiples, Rantisi dirigió, ordenó y determinó políticas, actividades terroristas inclusive, según interrogatorios a agentes de Hamás[cita requerida]. Sus declaraciones públicas sirvieron de instrucciones para que los terroristas ejecutaran atentados.
En momentos de tensión, cuando la diplomacia tocaba a sus límites, ar-Rantisi nunca dejó de ser una voz crítica. Aprovechó la oportunidad de una reunión entre el diputado estadounidense Christopher H. Smith y el entonces primer ministro de Israel, Binyamín Netanyahu, el 28 de enero de 1998, para anunciar a través de Reuters que "hay sólo una opción frente a los palestinos, que es volver al levantamiento y la lucha armada contra la ocupación israelí" [cita requerida]. Horas después del retiro israelí de Belén, el 19 de agosto de 2002, ar-Rantisi habría dicho, según el Manchester Guardian, que los rifles de Hamás "seguirán apuntados contra el enemigo sionista"[cita requerida].

## Fechas clave
- El 6 de junio de 2003 ar-Rantisi rompió las negociaciones con Mahmud Abbás, primer ministro de la Autoridad Palestina, quien había pedido el fin de la resistencia armada contra la ocupación israelí.
- El 10 de junio de 2003 ar-Rantisi sobrevivió al ataque de un helicóptero de ataque israelí contra un vehículo en el que viajaba; sufrió sólo heridas leves. Su hijo, en cambio resultó herido grave y su guardaespaldas murió.
- El 26 de enero de 2004, ar-Rantisi ofreció "una tregua de 10 años a cambio del retiro [israelí] y la creación de un Estado." Se rumoraba antes que había habido conversaciones dentro de Hamás para proceder así, pero en esta ocasión ar-Rantisi anunció que "el movimiento ha tomado una decisión al respecto".
- El 23 de marzo de 2004, ar-Rantisi fue nombrado dirigente de Hamás en la Franja de Gaza, luego del asesinato de Yasín por fuerzas israelíes.
- El 17 de abril de 2004 fue muerto por disparos de misiles, realizados por efectivos de las fuerzas israelíes desde un helicóptero. Su muerte se produjo menos de un mes después de la eliminación de Ahmed Yasín, también a manos de tropas israelíes.